# Les Deschiens
« Deschiens » redirige ici. Pour l’article homophone, voir Deschien.
Les Deschiens est une série télévisée française créée par Jérôme Deschamps et Macha Makeïeff d'après leur spectacle et diffusée à partir de 1993 sur Canal+. On distingue la série classique (1993-1998) de la série moderne (2000-2002). Entre-deux, une série annexe intitulée  Qui va m'aimer est réalisée en 1999,dans laquelle on retrouve les acteurs principaux mais dont les personnages sont différents, bien que conservant les mêmes noms. En 1995, au festival d'Avignon, Jérôme Deschamps présente dans la cour d'honneur une version théâtralisée des Deschiens, unanimement appréciée, intitulée Les Pieds dans l'eau.
L’appellation Les Deschiens désigne également la troupe théâtrale et comique composée des acteurs que Jérôme Deschamps et Macha Makeïeff ont réunis pour jouer la pièce La Famille Deschiens sur les planches puis sa version série-télé sur Canal+.

## Synopsis
Cette série de sketchs courts met en scène toute une galerie de personnages interprétés par les comédiens de la troupe de Jérôme Deschamps et Macha Makeïeff. On y trouve pêle-mêle des recettes de cuisine, un radio-crochet (Remplacer les chanteurs morts), des cours de langue, une télé-boutique (La Boutique du mercredi), des petites annonces (3615 Code Qui n'en veut, 3615 Code J'attaque, 3615 Code Nos Anciens, 3615 Code Poutine), ou encore la promotion d'un produit miracle aux multiples usages, le « gibolin ». François Morel et Yolande Moreau y incarnent une famille de fromagers, la fromagerie Morel.
Les Deschiens ont un style très personnel et reconnaissable : décor minimaliste (fond de couleur unie, très peu voire aucun élément de mobilier), costumes au kitsch volontaire (vêtements surannés, blouses en tergal, couleurs démodées, matières bon marché), cadrage immuable (séquences réalisées en plan fixe et en plan séquence). Les dialogues, en langage courant voire relâché, font surgir l'absurde dans le quotidien de personnages incarnant un certain bon sens populaire, mais dont l'ignorance ou l'étroitesse d'esprit vire souvent au burlesque.
Les Deschiens font un usage comique des accents régionaux, chaque comédien représentant les stéréotypes d'une région ou un département. Ainsi, François Morel et Olivier Saladin représentent la Normandie (Orne pour François Morel et Seine-Maritime pour Olivier Saladin), Bruno Lochet la Sarthe, Philippe Duquesne le Nord-Pas-de-Calais, et Yolande Moreau la Belgique.

## Personnages
- M. Morel : c'est le personnage principal de la série. Il est extrêmement rationnel, attaché à la vie quotidienne, et n'entend jamais utiliser la technologie moderne. C'est le stéréotype du Français « moyen » et il est hermétique à la culture (principalement aux livres).
- M. Saladin : c'est un ami de M. Morel avec lequel il discute de toutes sortes de sujets. Il est la plupart du temps dans l'ombre de M. Morel et il cherche toujours à exprimer ses idées, bien qu'il ait du mal à les faire clairement comprendre. Les discussions qu'il entretient avec M. Morel sont souvent des quiproquos sur une expression à double sens (cyber-café, bibliothèque, souris, cd-« rhum », dérive des continents…).
- M. Duquesne : ami et collègue de travail de M. Morel, parrain d'Olivier Morel. Imitateur de Raymond Barre et Serge Gainsbourg.
- Lorella Cravotta : c'est une femme autoritaire, soucieuse des apparences. Elle apparaît souvent comme commerçante, parfois comme professeur de langues étrangères.
- Bruno Lochet : un client de M. Morel qui a du mal à suivre ses explications.
- Yolande : la femme de M. Morel. Elle suit souvent les préceptes de son mari sur l'éducation de leurs enfants. Elle représente elle aussi un stéréotype : celui de la femme au foyer inculte.
- Olivier : le fils de M. Morel et de Yolande. Il essaye sans cesse de se cultiver en lisant des ouvrages de littérature classique (Gide, Yourcenar…) au grand dam de ses parents qui l'obligent à avoir des activités moins intellectuelles.
- Atmen « Atemen » Kelif : c'est « l’arabe de service » qui se fait maltraiter verbalement et physiquement par M. Morel et M. Duquesne.

## Distribution
- François Morel : M. Morel, le directeur de la fromagerie Morel
- Yolande Moreau : Yolande, sa femme
- Olivier Saladin : M. Saladin
- Philippe Duquesne : M. Duquesne
- Bruno Lochet : Bruno Lochet
- Lorella Cravotta : Lorella / Madame Cravotta
- Olivier Broche : le fils du directeur de la fromagerie Morel
- Atmen Kelif : Atmen
- François Toumarkine
- Jean-Marc Bihour
- Robert Horn
- Fabienne Chaudat
- Yves Robin
- Jean-François Dinacaroupin
- Hervé Lassince
- Philippe Rouèche : musiques

## Analyses et critiques
Les auteurs des Deschiens ont été accusés de brocarder la France d'en bas. François Morel a dit ne pas comprendre qu'on les ait en partie tenus responsables de l'échec de Lionel Jospin en 2002 parce qu'ils auraient « déculpabilisé la gauche bobo enfin autorisée à se moquer des pauvres. » Il attribue ce malentendu à leur réussite qui entraîne des commentaires mettant davantage en avant la portée politique de leurs sketchs que l'aspect humoristique.
Gérard Guégan reproche aux Deschiens (et à « l'humour Canal+ » de cette époque) de rendre grotesque par la parodie une seule classe sociale : les ouvriers. Cette analyse est partagée par le géographe Christophe Guilluy, pour qui la série des Deschiens est caractéristique d'une volonté de dépréciation des classes populaires en les associant systématiquement à une forme de dégénérescence.
Toutefois, les acteurs défendent une démarche théâtrale qui ne vise pas à stigmatiser les « petites gens », bien plutôt, à travers un miroir déformant, à nous renvoyer tous à l'aspect dérisoire de notre vie.[réf. nécessaire]